# 瓦尔泰里·菲尔普拉
瓦尔泰里·菲尔普拉（芬蘭語：Valtteri Filppula，1984年3月20日—），芬兰男子冰球运动员。他曾代表芬兰参加2010年和2022年冬季奥林匹克运动会冰球比赛，获得一枚金牌和一枚铜牌。他原本也入选2014年冬季奥林匹克运动会芬兰男子冰球队阵容，但最终因伤退出阵容。